# Bassarona iva
Bassarona iva es una especie de  mariposa de la familia Nymphalidae,  subfamilia Limenitidinae, tribu Adoliadini.

## Subespecies
- Bassarona iva iva
- Bassarona iva cooperi

## Localización
Esta especie de mariposa se encuentra localizada y distribuida en el estado de Sikkim, en la India. 